# Roberto Bernardelli
Roberto Bernardelli (Milano, 31 gennaio 1949) è un politico italiano.

## Biografia
Imprenditore del settore alberghiero, Roberto Bernardelli entra in politica all'inizio degli anni ottanta con la Lega Autonomista Lombarda di Umberto Bossi, con cui è candidato alle elezioni politiche del 1983 sotto il simbolo della Lista per Trieste, senza essere eletto. Nel 1987 è tra i fondatori del Partito Pensionati con il quale diventa consigliere a Treviglio e a Milano e assessore al comune di Milano. Fonda poi la Lega Casalinghe-Pensionati con la quale si presenta senza fortuna alle elezioni politiche del 1992. Successivamente rientra nella Lega Nord e nel 1994 riesce ad entrare in parlamento, ottenendo il 50,03% dei voti nel collegio uninominale della Camera Milano 8 grazie anche al sostegno delle altre liste del Polo delle Libertà. A Montecitorio fa parte della Commissione lavoro.
Nel 1996 la corsa solitaria della Lega gli costa la riconferma: ottiene infatti nello stesso collegio solo il 14,11%.
Quando la Lega lancia la coalizione del Blocco padano, Bernardelli capeggia il movimento Padania pensione sicura, divenuto poi Pensionati Padani e Pensionati Nord. Nel 2000 è eletto consigliere regionale della Lombardia con la Lega Nord ed entra a far parte di svariate commissioni. L'anno successivo, in disaccordo con i vertici del partito, ritenuti troppo appiattiti sulle posizioni di Berlusconi, esce dalla Lega Nord e fonda la Lega Padana Lombardia, di cui diventa il leader.
Nel 2004 è candidato a presidente della provincia di Milano per una coalizione formata da Lega Padana Lombardia, No Euro e Fronte Cristiano, ma raccoglie solo l'1,8% dei suffragi. Non riconfermato al Pirellone nel 2005, nel 2006 conclude un accordo per le elezioni politiche con la lista Pensioni & Lavoro, pur senza candidarsi direttamente. Dopo le elezioni del 2008 inizia una collaborazione più stretta con altri leader indipendentisti e autonomisti lombardi come Giulio Arrighini (leader di Progetto Lombardia) e Max Ferrari (leader del Fronte Indipendentista Lombardia), che sfociano nella nascita di Lombardia Autonoma, unione dei tre movimenti, della quale diventa presidente. Il movimento è stato poi ribattezzato Unione Padana (allo scopo di ampliare il suo raggio d'azione nelle altre regioni dell'Italia settentrionale) e Indipendenza Lombarda.
In occasione delle elezioni amministrative del 2016, Bernardelli si candida nelle liste della Lega Nord per il comune di Milano nel quadro di un accordo con Indipendenza Lombarda, tornando così a collaborare col suo ex partito, abbandonato anni prima. Ottiene 332 preferenze e non risulta eletto.
Nel maggio 2017 Bernardelli fonda, assieme a Giulio Arrighini e Fabio Toffa (co-fondatori di Indipendenza Lombarda), Marco Reguzzoni, Francesca Martini e Oreste Rossi (ex Lega Nord) Angelo Alessandri (ex Lega Nord e Io Cambio), Luca Azzano Cantarutti (già presidente di Indipendenza Noi Veneto, coalizione costituita da Liga Veneta Repubblica, Progetto NordEst, Veneto Stato, Veneti Indipendenti, Pro Veneto e Tea Party Veneto), il movimento politico Grande Nord.
Il partito ha partecipato alle elezioni politiche del 2018, ma ha ottenuto solo lo 0,06% dei voti su scala nazionale; contestualmente ha partecipato anche alle elezioni regionali in Lombardia, candidando alla carica di presidente Giulio Arrighini, ottenendo però solo lo 0,3% dei voti.
Nel 2021 è capolista di Grande Nord alle elezioni comunali di Milano. Il partito nordista entra per l'occasione nella coalizione a sostegno di Gianluigi Paragone, raggiungendo lo 0,14% dei voti. Bernardelli ottiene 10 voti di preferenza.
Alle elezioni regionali in Lombardia del 2023 Grande Nord sostiene la candidata del Terzo Polo Letizia Moratti  mentre per le elezioni europee del 2024 aderisce a Libertà, lista elettorale promossa da Cateno De Luca di Sud chiama Nord che si fermerà all'1,22% non superando lo sbarramento. Nell'ottobre dello stesso anno Bernardelli e gli ex leghisti Roberto Castelli e Paolo Grimoldi danno vita al Patto per il Nord, una nuova realtà federalista.

## Procedimenti giudiziari
Nel 2014 è arrestato, assieme ad altri indipendentisti tra cui l'ex leader della Liga Veneta Franco Rocchetta e l'ex Serenissimo Luigi Faccia, con l'accusa di associazione con finalità di terrorismo ed eversione dell'ordine democratico e fabbricazione e detenzione di armi da guerra. Viene rilasciato dopo pochi giorni.